# 新幹線E1系電車
新幹線E1系電車（しんかんせんE1けいでんしゃ）は、東日本旅客鉄道（JR東日本）に在籍していた新幹線車両である。

## 概要
増加する新幹線通勤客の着席定員確保を目的として開発された車両で、新幹線では初めて編成中の全車両が2階建車両で設計された。1994年（平成6年）3月から1995年（平成7年）11月まで12両編成6本（72両）が製造された。
Multi Amenity Expressを略したMaxという車両愛称がある。試運転の時点ではこの愛称が決まっておらず、暫定的にDouble Decker Shinkansenを略したDDSと形式称号である「E1」が表記されたロゴステッカーが車体側面に貼り付けされていた。

設計時点では600系の形式称号を付与する予定であり、JR東日本が発表したプレスリリースにも記載されていた。その後、JR東日本が新幹線の車両番号付番方法を変更したため、東日本旅客鉄道株式会社の英文社名表記East Japan Railway CompanyのEast（東）の頭文字を取って「E1系」の形式称号を付与することになった。そのため、600系は欠番となった。

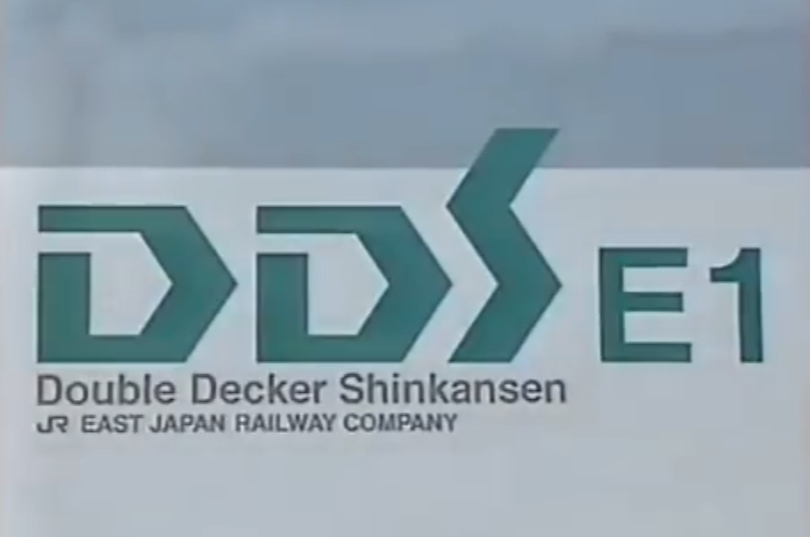
試運転時のロゴ

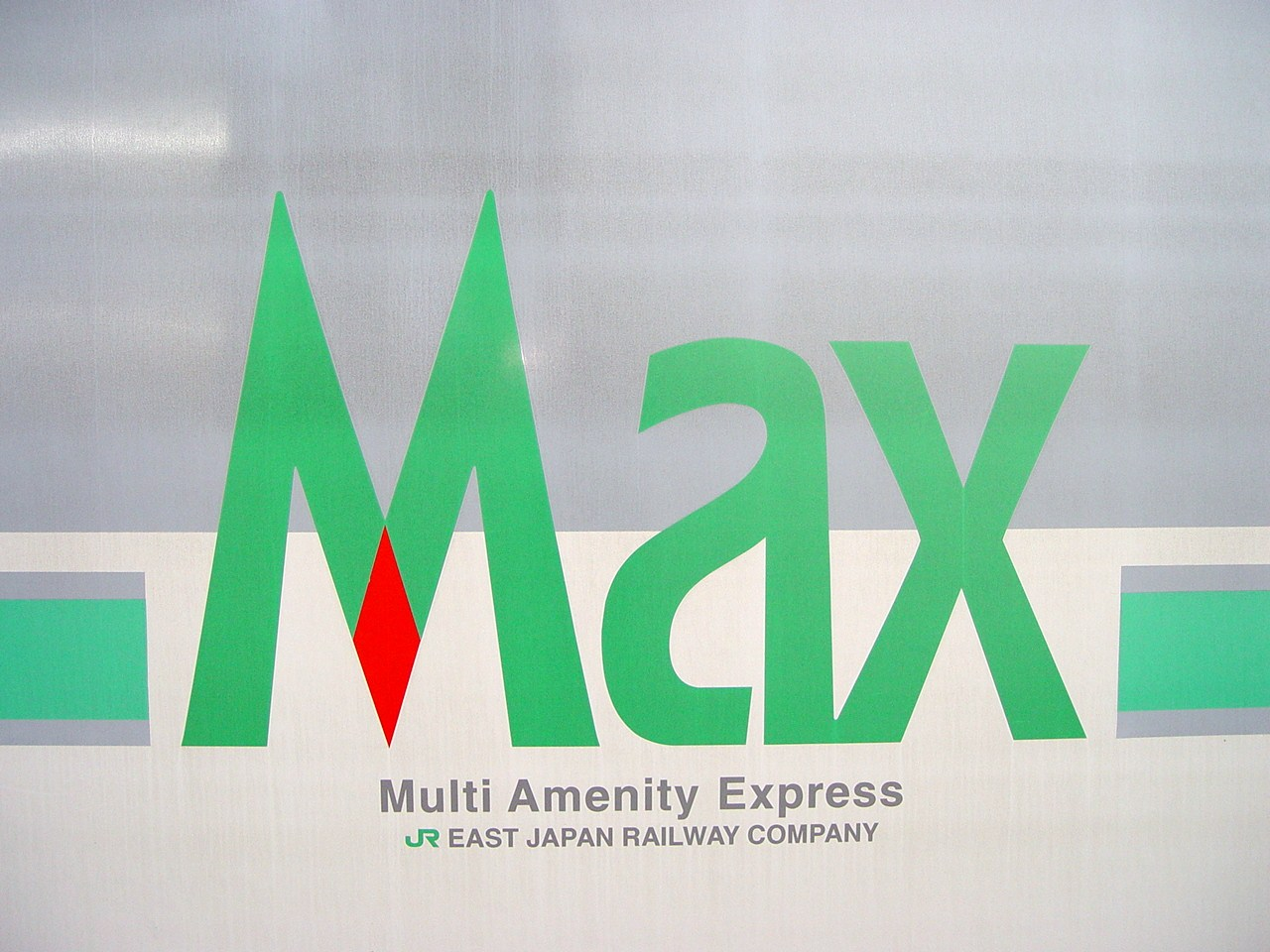
リニューアル前のロゴマーク

## 車両概説

### 車体
設計当時の技術では2階建ての構造にした時の車体強度が心配されたため、車体は普通鋼製で製造された。現在のところ最後の普通鋼製新幹線電車である。
外観のデザインコンセプトは「グランド&ダイナミック」（動的で雄大な）を掲げ、先頭部分は2階建てのボリュームを生かしながら、騒音・微気圧波対策を考慮したエアロダイナミックノーズとなっている。新製当時の車体塗装は上半分がスカイグレー■、下半分がシルバーグレー■、車体側面の帯がピーコックグリーン■というものであった。

### 内装

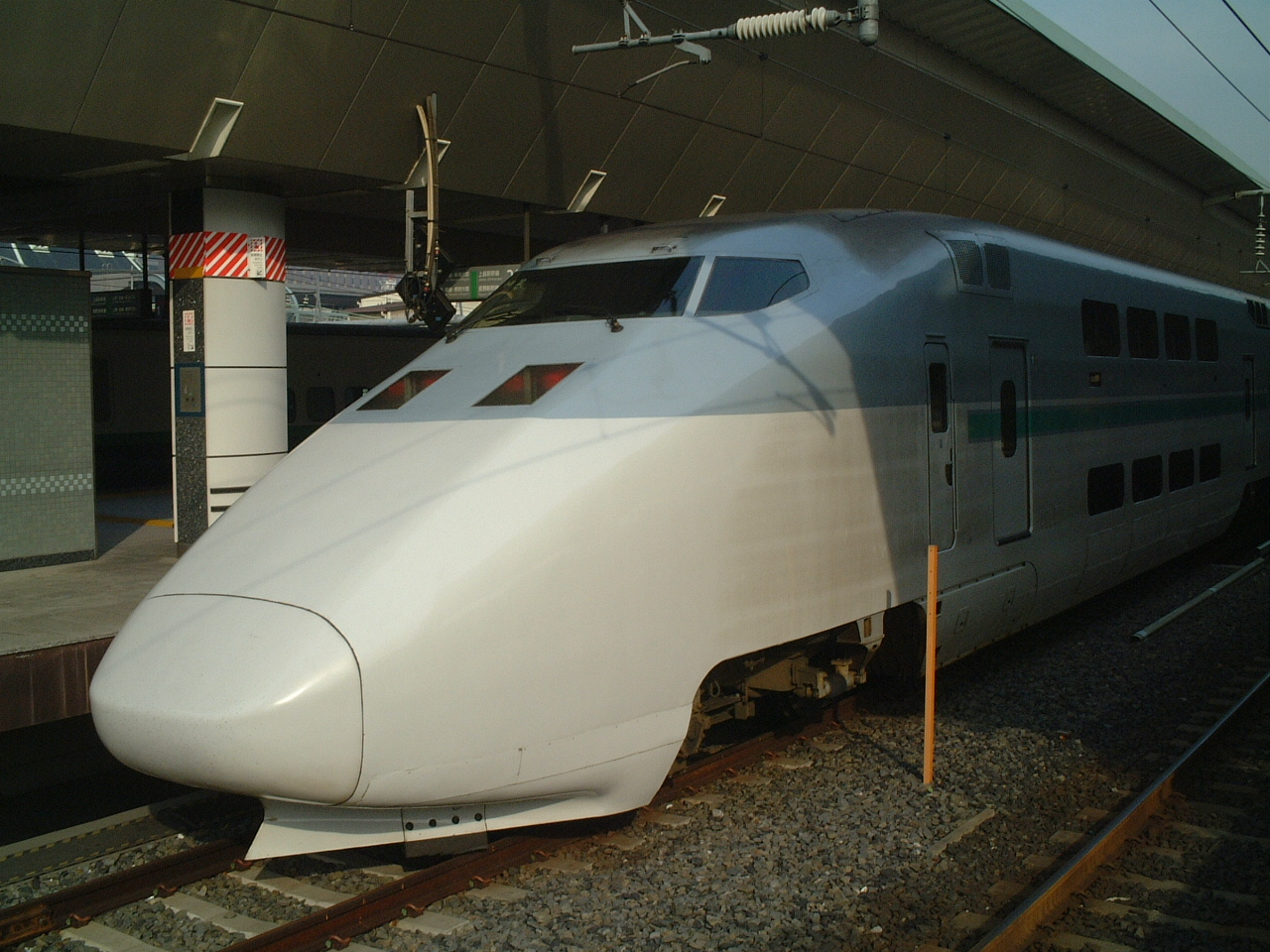
前面形状
（2001年1月）

「ハイクオリティ&アメニティ」（高水準の快適さ）をデザインコンセプトに掲げてデザインされている。
通勤・通学輸送をはじめとする東北・上越新幹線の需要増加に対応するべく、速度よりも大量輸送に重きを置いた設計がなされている。そのため、全車両が2階建車両とされた。自由席として使用される車両の1 - 4号車の2階座席は車内販売を行わないことを前提に通路幅を極限まで切り詰めることにより、横3+3配列構造を実現した。座席幅は窓側・通路側420mm、中央席は440mmを確保しているが、中央部の肘掛がない構造であるため横3+2列の座席と比べて相当狭い。また座席構造の問題からリクライニング機能がついていない回転クロスシートであるが、背もたれの角度をある程度リクライニングした状態と同様に傾けた状態で固定している。また、 2 - 4号車の新潟方デッキには、壁面に収納された補助席（通称：ジャンプシート）が2席ずつ設置されている
。この設計により、1編成の座席定員は1,235名と200系H編成16両に匹敵する座席数を確保した。
トイレは2両に1か所の割合で設置しており、男性用小便所1基と洋式便所2基、洗面台1基から構成される。8号車（普通車）・9号車（グリーン車）の2階席には車椅子対応座席があり、車椅子固定装置が用意されている。また、2階席への階段には車椅子用の昇降リフトが設置されているほか、デッキには車椅子対応の便所が設置されている。車椅子対応便所の出入口は自動ドアで、室内にはベビーベッドを備えている。

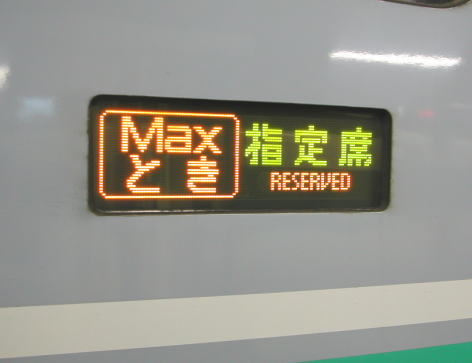
行先表示器

側面の行先表示器は、400系の先行試作車とは全く異なるタイプの3色LEDを採用し、表示は列車種別・指定席/自由席と行先を交互に表示する方式となった。この方式はこれ以後のJR東日本の新幹線車両の標準となり、座席表示に至っては2014年に登場したE7系までのすべての車両にも採用されている。
2階建てとしたことによる定員の増加に対応するために、客用扉は1,050mm（200系は700mm）と広く設定されている。
9号車には女性専用の多目的室があり、室内には洗面台、ベビーベッド、折りたたみ式座席などがあり、化粧や着替え、乳幼児への授乳やおむつ交換などに対応している。10号車には業務用室があり、座席と兼用のベッドがあり、車椅子利用者の利用にも対応している。
階段が多いためにワゴンサービスによる車内販売が困難なため、代替として8号車に売店を、2号車・6号車・10号車に自動販売機を設置した。このうち、2号車・6号車の自動販売機は弁当の販売に対応した。ただし、利用状況が悪く弁当の出し入れや交換が面倒だったこともあってか、のちに撤去されている。
空調装置は三菱電機製で、AU813形（ただし、先頭車の運転台寄りは別形式のAU814形。43.6 kW,37,500 kcal/h）を各車両の両端部天井に1基ずつ搭載している（集約分散式・1両あたり2基）。2階建て車両は、2階室と1階室で空調条件が大きく異なり、同一制御の空調では適切な車内環境を提供できない。このため、1基の空調装置は2階室と1階室、それぞれ個別に空調制御が可能となっている。空調制御は、年間全自動空調制御方式としており、車内温度と月ごとに設定した基準温度を照らし合わせ、ファジィ制御により最適な空調を選択する。
写真はすべてリニューアル前の内装

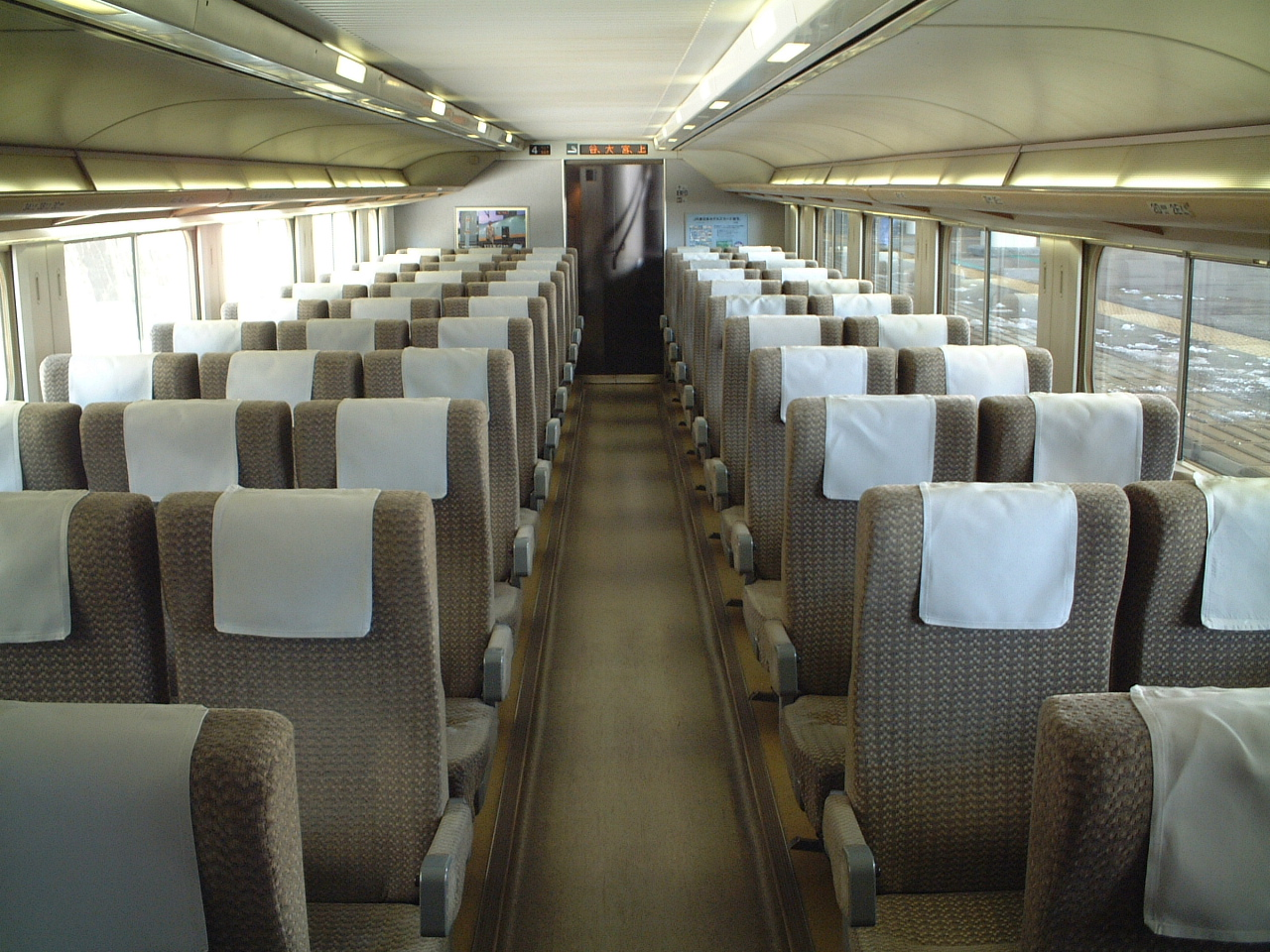
普通車自由席 （4号車1階）
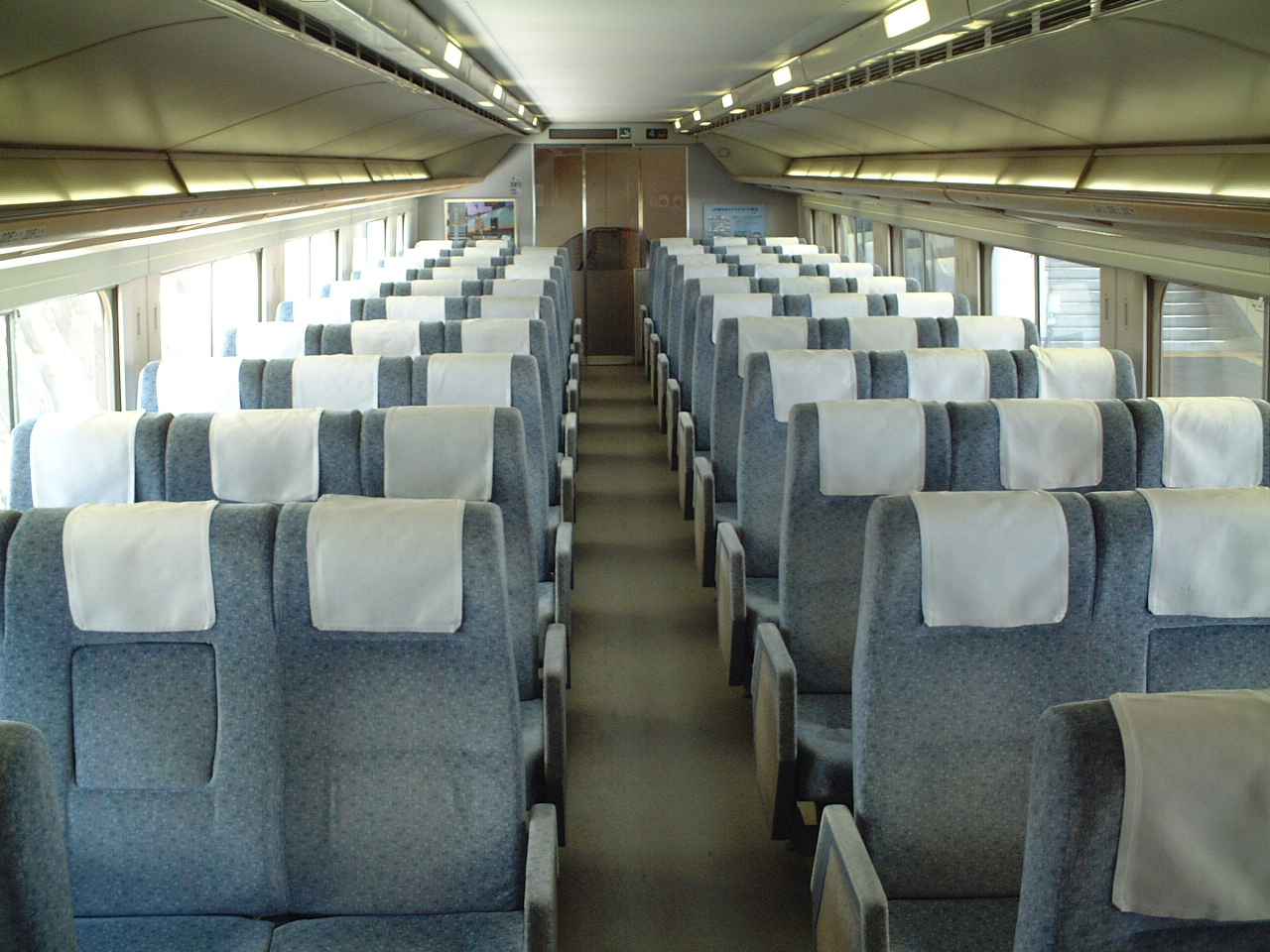
普通車自由席 （4号車2階）
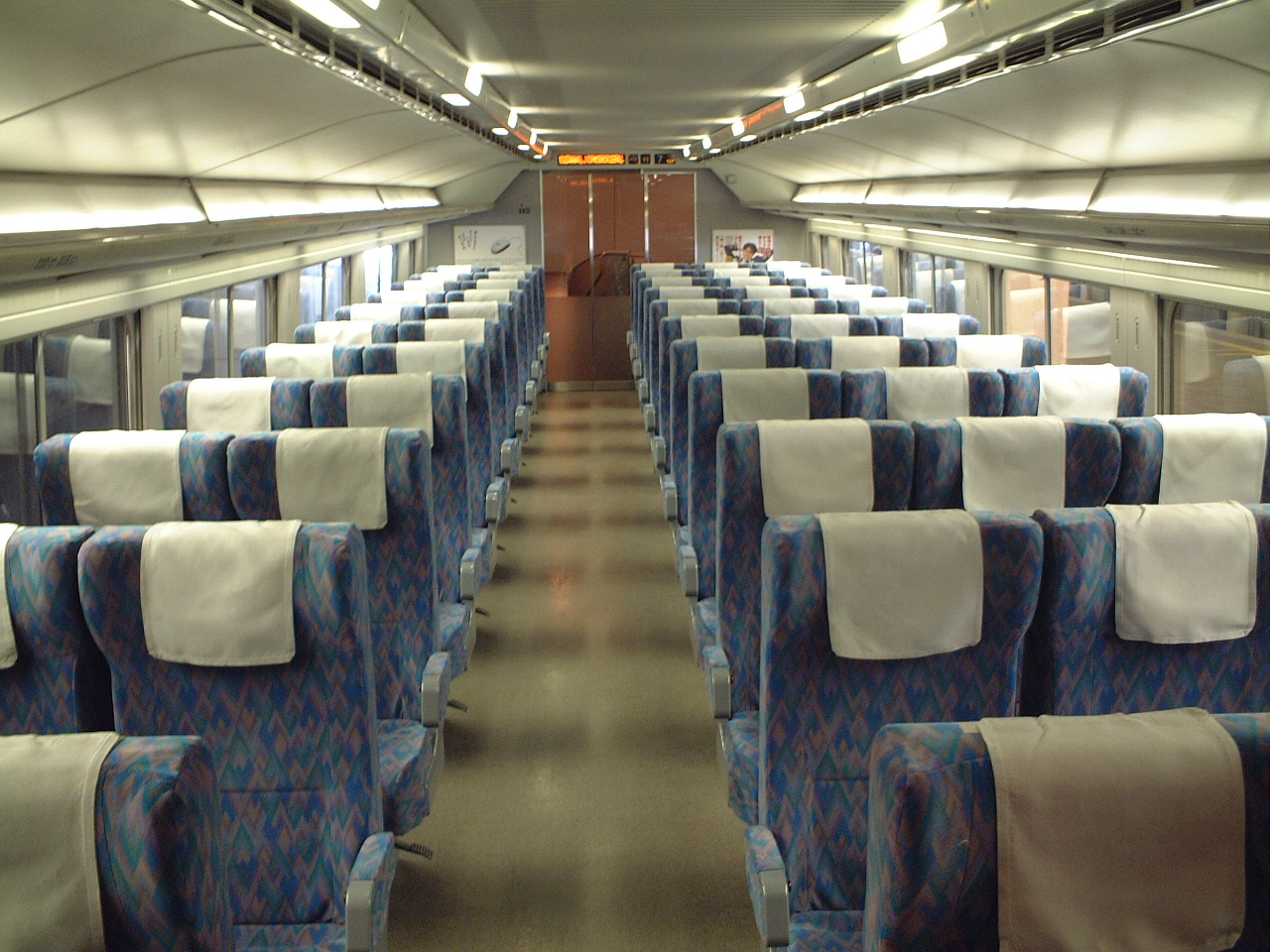
普通車指定席 （7号車2階）
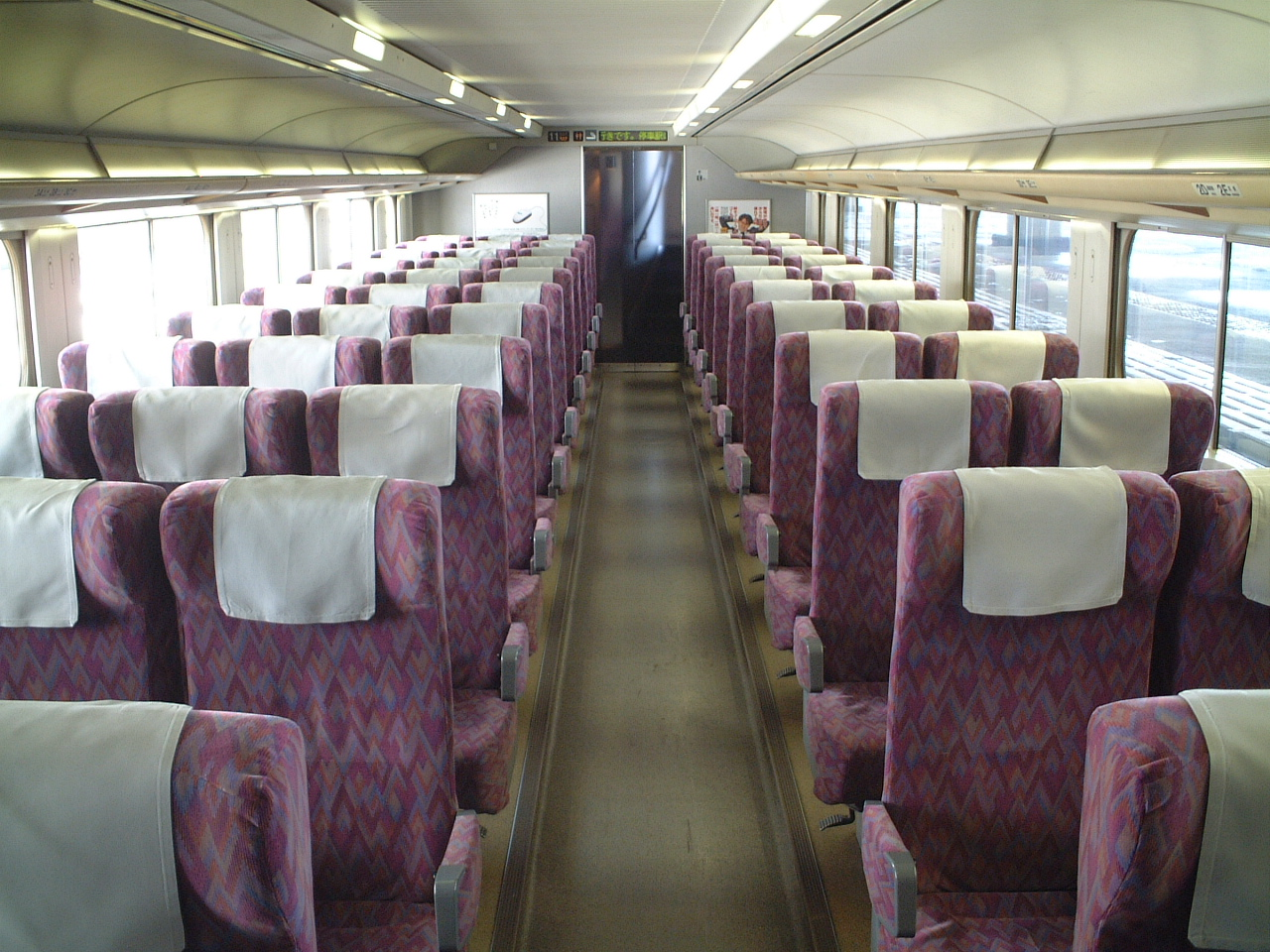
普通車指定席 （11号車1階）
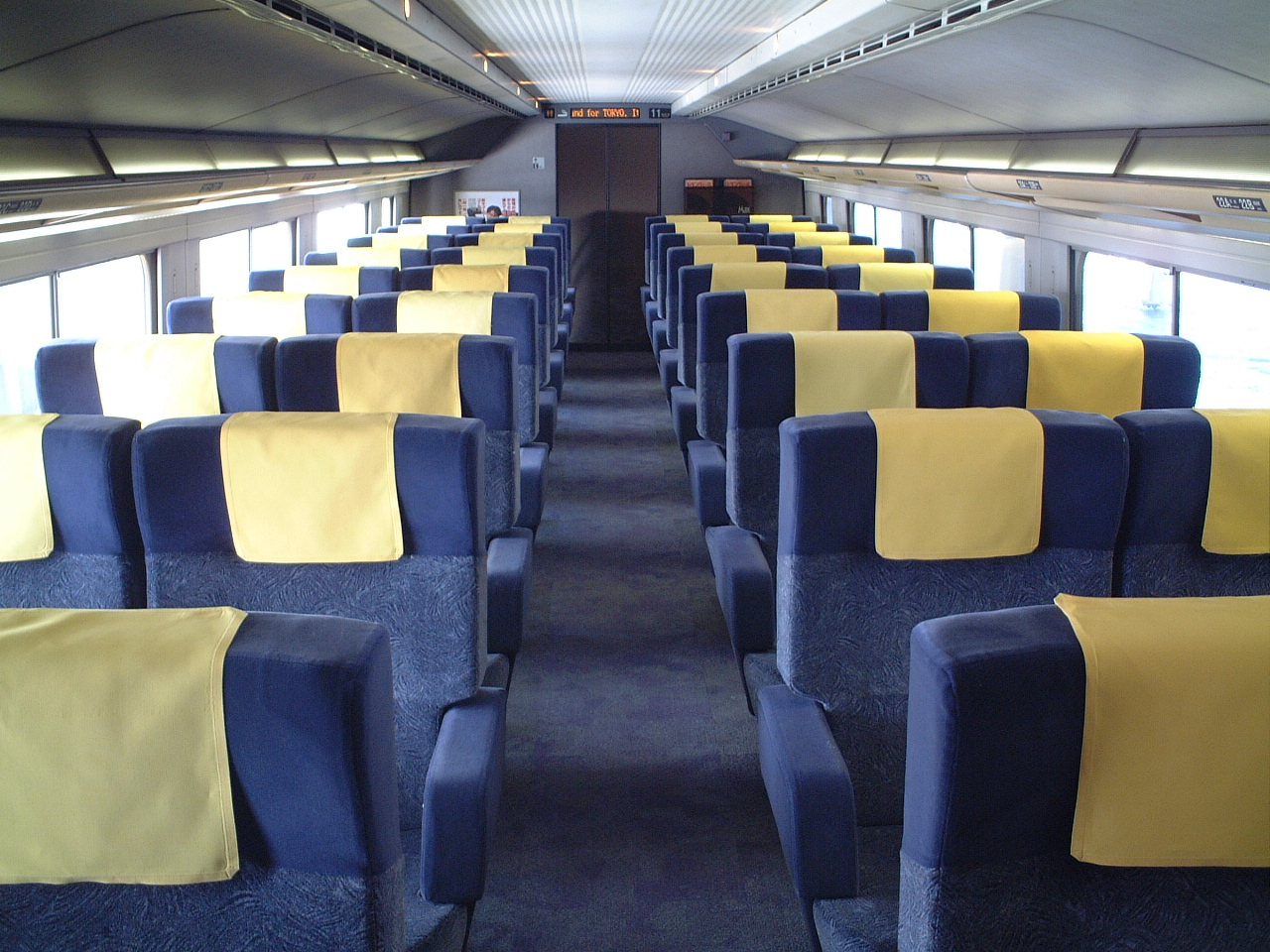
グリーン席 （11号車2階）

### 主要機器
2階建て車両で床下に各種機器を配置することが困難であるため、床下機器は汚物タンク、水タンク、空気圧縮機、主電動機電動送風機、蓄電池などにとどめ、主変圧器、主変換装置、補助電源装置は車端部の床上に搭載する。機器室は室内とは気密壁によって仕切り、気密外としている。

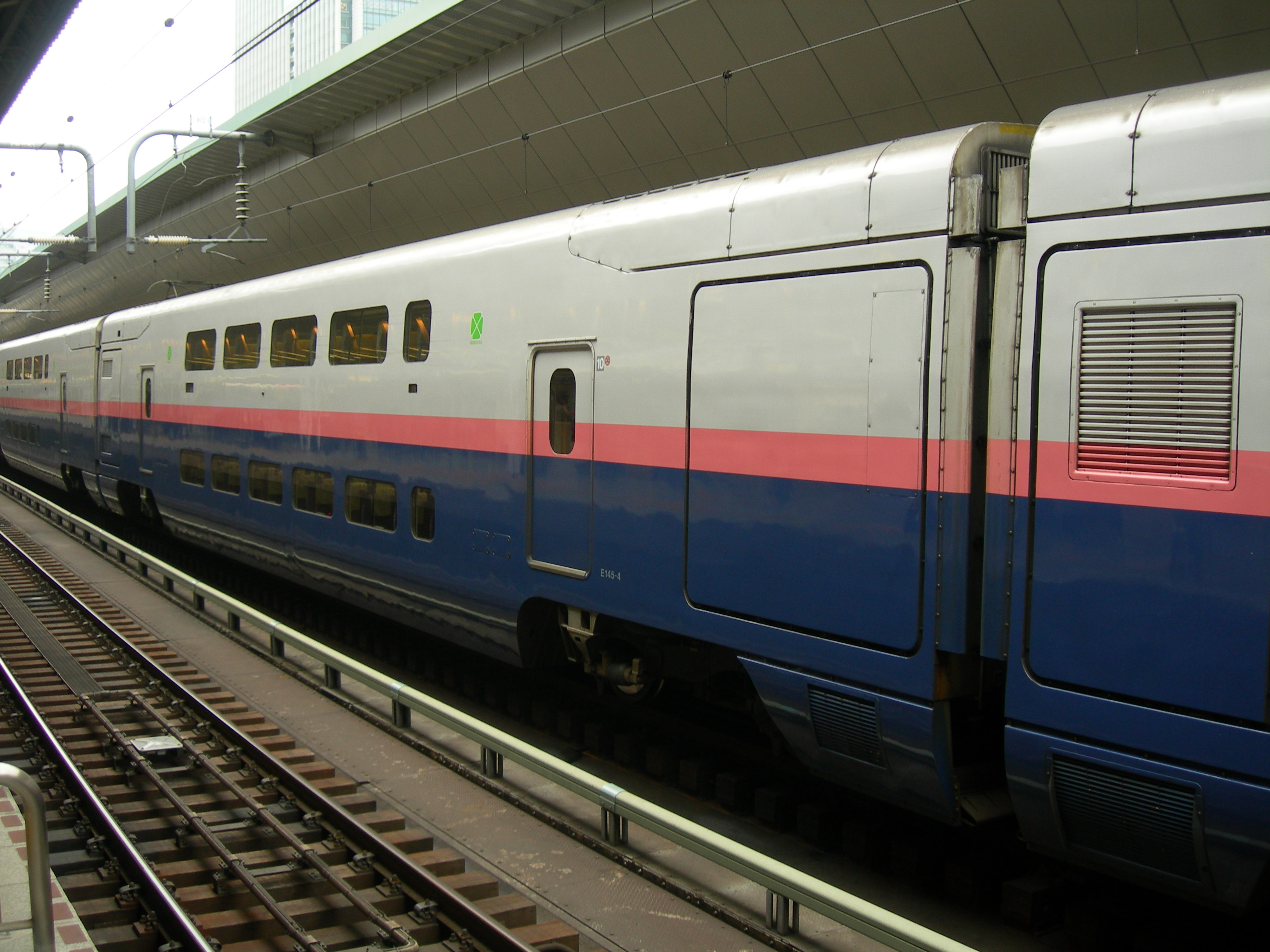
走行機器を車端部の床上に搭載

4両 (T+M1+M2+T) で1ユニットを構成し、M1車に主変換装置・補助電源装置を、M2車に主変圧器・主変換装置を搭載する。
主回路制御にはJR東日本の新幹線電車では初めて可変電圧可変周波数制御（VVVF制御）が採用された。主変換装置 (CI2)は、GTOサイリスタ素子（4,500 V - 4,000A）を使用した2レベルコンバータ + 2レベルインバータで構成されている。主回路機器は三菱電機・日立製作所・東芝の3社で製造している。車端部に搭載する主変換装置はコンバータ部とインバータ部に分かれており、客用通路を挟んだ左右側面に搭載している。それぞれ横幅2,000 mm、高さ1,930 mm、奥行き950 mm、コンバータ部とインバータ部を合わせた総重量は2,300 kgである。冷却は冷媒沸騰と屋根上からの送風機によって冷却風を取り入れ、強制風冷を行っている。
主変圧器 (TM208) は強制風冷式を採用し、3,730kVAの容量を備える。
主電動機 (MT204) はかご形三相誘導電動機を採用し、連続定格出力を410kWに増強した。これによって、編成でのMT比が1:1でありながらも、200系と同等の起動加速度1.6km/h/sを確保している。
本系列では400系のモニタ装置をさらに発展させた東芝製の「MON7型モニタ装置」を採用している。伝送路には伝送速度は 96 kbps を有する光ファイバーを使用しており、乗務員支援機能、サービス機器制御、データ記録機能、車上試験機能を有している。本系列では列車番号設定機能の採用と車両情報の一元化、さらに車上試験機能を充実させており、検査工程の効率化を実現している。
補助電源装置（SIV）は東洋電機製造で、パワートランジスタを使用した高周波リンク変換方式を採用した。主変圧器の三次巻線を電源とし、出力電圧は非安定の交流 100 V、50Hz（30 kVA）、蓄電池の充電・室内灯・制御電源用の直流100V（45 kW）、安定化した交流100 V、50Hz（12 kVA）である。1編成で3台を搭載しており、通常は1台のSIVが4両分を供給するが、1台が故障した場合には、隣接するSIVが8両分を供給する。機器の冷却用に送風機（ブロアー）を設置している（強制風冷方式）。
電動空気圧縮機はMH1114-TC2000Aを採用する。
台車は、ゴム併用板バネ式ボルスタレス台車である。電動台車はDT205、付随台車はTR7003と称し、重量はDT205が8,500 kg、TR7003が8,000 kgである。車輪径や軸距は200系と同値である（それぞれ910mm、2,500mm）。基礎ブレーキは各車輪にディスクブレーキを備えており（1台車4基）、付随台車のみ各軸2枚のディスクブレーキを併用する。各台車はヨーダンパを備えている。
ブレーキシステムは回生ブレーキ併用電気指令式空気ブレーキであり、回生ブレーキはJR東日本の新幹線車両では初採用となった。付随車のブレーキシステムは空気ブレーキのみであり、300系などの付随車で採用された渦電流式ディスクブレーキは装置の重量が電動車の誘導電動機よりかさむことと、高速域からの減速では電動車の回生ブレーキで付随車のブレーキ力も負担する遅れ込め制御を導入したことから、本系列および以後登場するJR東日本の新幹線車両では採用していない。
集電装置は200系と同様の下枠交差型パンタグラフが採用された。PS201と呼称される。集電舟（架線と接触する部分）が可動式となった微動すり板を採用したことにより架線追従性が向上し、台枠をFRP製にすることで誘導障害の低減を図った。さらに、降雪対策として押上げ力を5.5kgから7.5kgまで向上させた。車体が車両限界一杯で作られているためパンタグラフカバーはなく、パンタグラフ設置部の屋根が一段低くなっている。

## 形式および車種

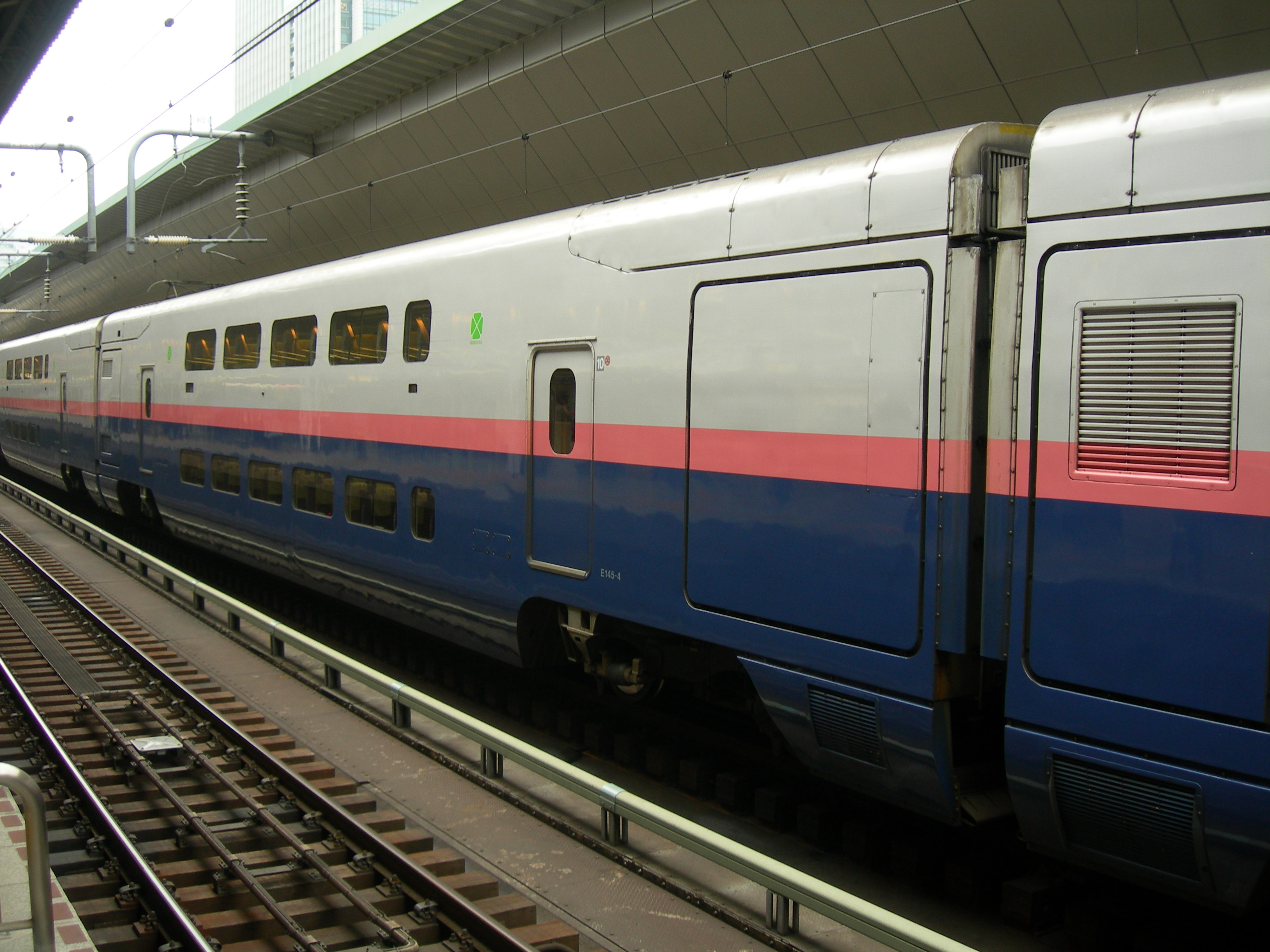
E145形
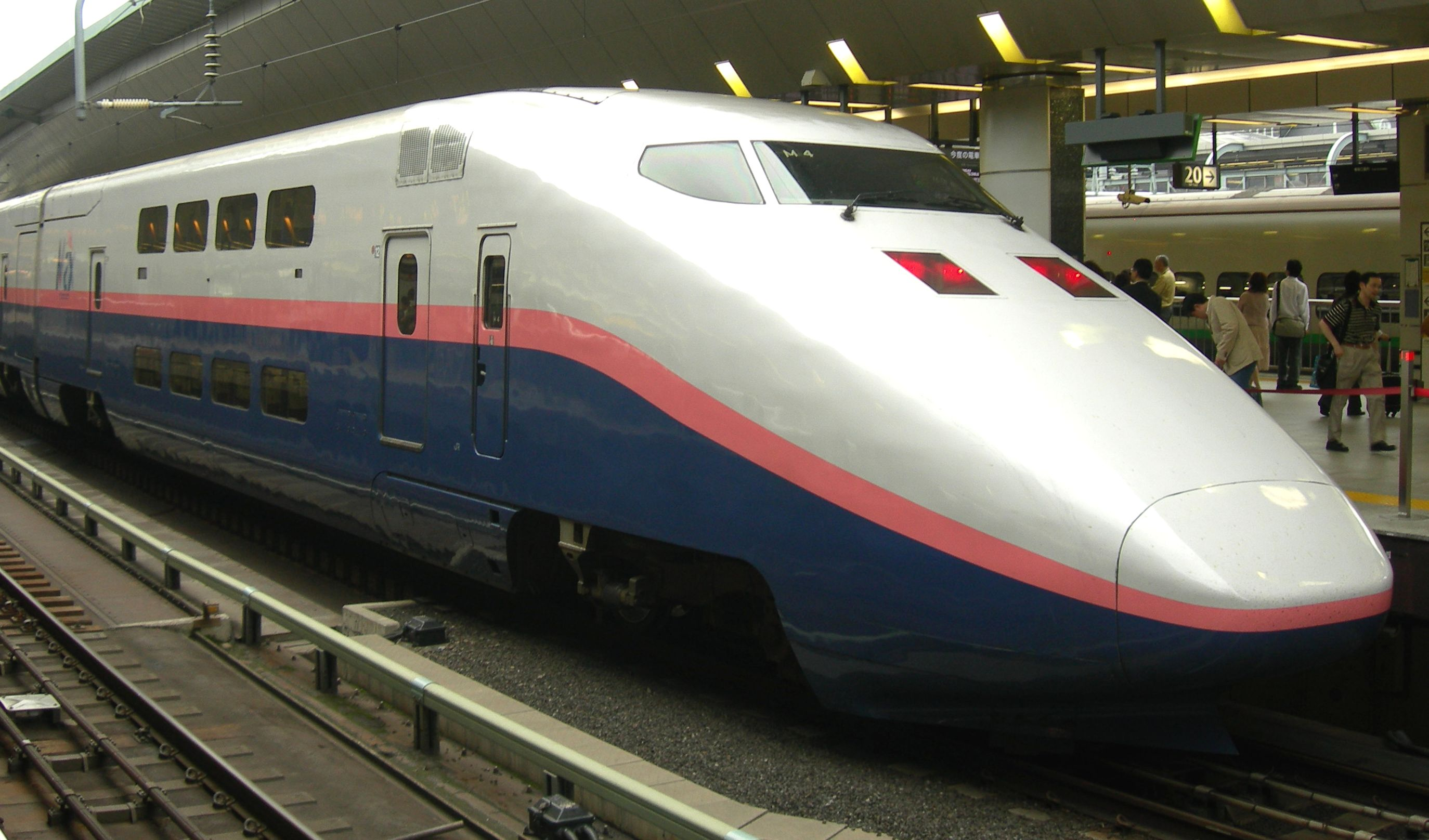
E154形
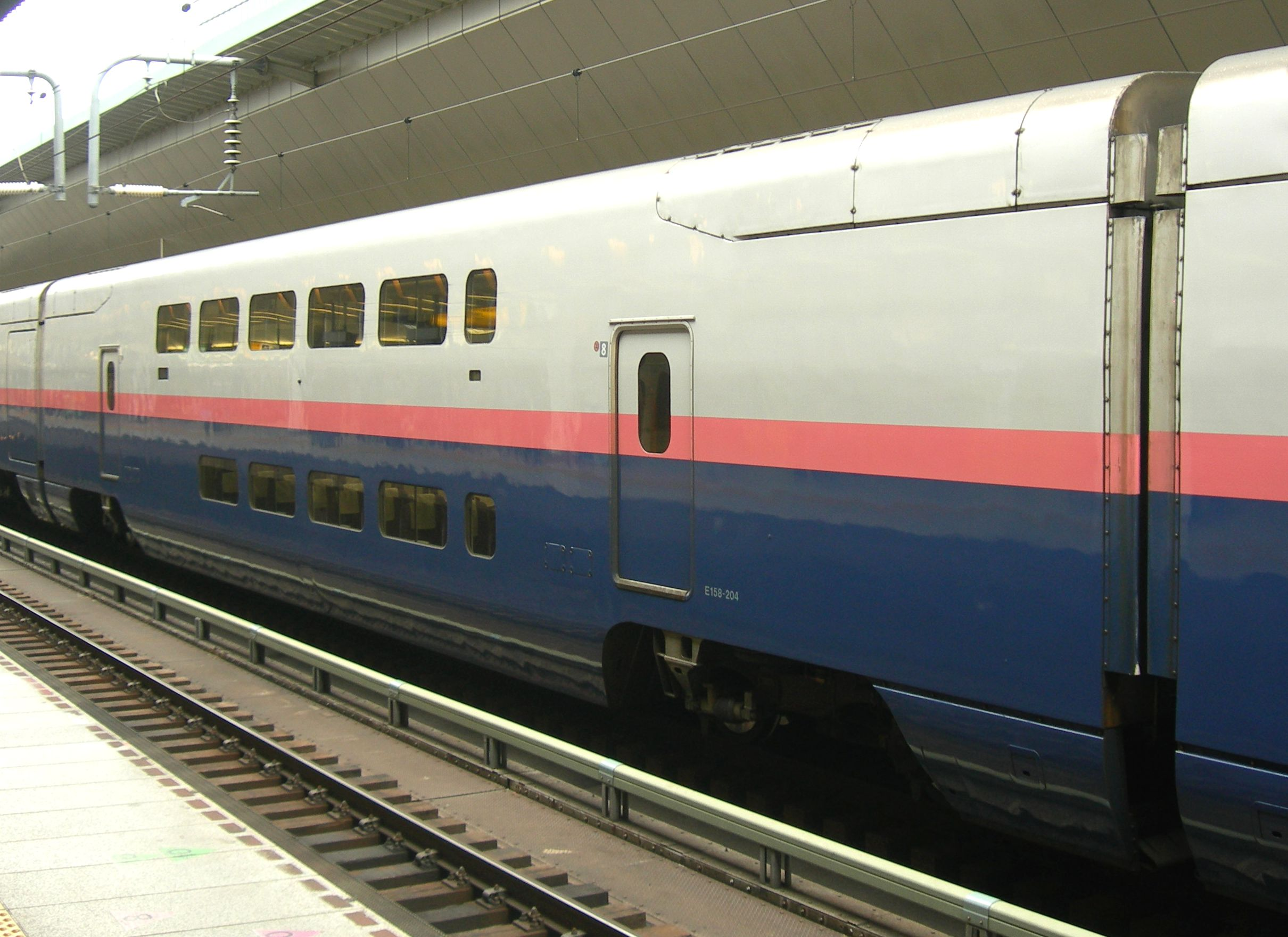
E158形200番台

本系列に属する各形式名とその車種は以下のとおり。
奇数形式と偶数形式2両ずつ、計4両（電動車 (M) 2両と付随車 (T) 2両）のT+M1+M2+Tで1ユニットを構成する。
番台区分は2階部分が3+3列シートとなっている1 - 4号車は「100番台」、売店のある8号車は「200番台」、その他の車両は「0番台」である。
|          | ← 東京新潟 →     |                 |                 |                 |                 |                 |                 |                  |                  |                   |                   |                   |
| 号車     | 1                | 2               | 3               | 4               | 5               | 6               | 7               | 8                | 9                | 10                | 11                | 12                |
| 形式     | 1号車 E153 (T1c) | 2号車 E155 (M1) | 3号車 E156 (M2) | 4号車 E158 (T1) | 5号車 E159 (T2) | 6号車 E155 (M1) | 7号車 E156 (M2) | 8号車 E158 (Tpk) | 9号車 E148 (Tps) | 10号車 E145 (M1s) | 11号車 E146 (M2s) | 12号車 E154 (T2c) |
| 番台     | 100番台          | 100番台         | 100番台         | 100番台         | 0番台           | 0番台           | 0番台           | 200番台          | 0番台            | 0番台             | 0番台             | 0番台             |
| 機器配置 | CP               | CI,APU BT       | MTr,CI          |                 |                 | CI,APU BT       | MTr,CI          | CP               |                  | CI,APU BT         | Mtr,CI            | CP                |
| 座席     | 普通車           | 普通車          | 普通車          | 普通車          | 普通車          | 普通車          | 普通車          | 普通車           | グリーン車       | グリーン車        | グリーン車        | 普通車            |
| 座席     | 普通車           | 普通車          | 普通車          | 普通車          | 普通車          | 普通車          | 普通車          | 普通車           | 普通車           |                   |                   | 普通車            |
| 定員     | 86               | 121             | 121             | 135             | 124             | 110             | 110             | 91               | 75               | 91                | 91                | 80                |
| 重量     | 56.2t            | 59.2t           | 61.2t           | 53.7t           | 53.6t           | 59.2t           | 61.7t           | 55.2t            | 54.6t            | 59.4t             | 62.0t             | 56.5t             |

凡例
- MTr：主変圧器、CI：主変換装置、APU：補助電源装置、CP：空気圧縮機、BT：蓄電池

E145形 (M1s)
普通席（1階）とグリーン席（2階）を備える中間電動車。M編成10号車として使用。東京方に公衆電話が設置されている。業務用室を備え、主変換装置、補助電源装置、集電装置などを搭載する。新製当初は東京方に自動販売機があったが、2008年3月31日限りで使用停止となった。定員91名。公衆電話は偶数号車に設置されていたが、一部車両では後年に撤去された。
E146形 (M2s)
普通席（1階）とグリーン席（2階）を備える中間電動車。M編成11号車として使用。主変圧器、主変換装置などを搭載する。定員91名。
E148形 (Tps)
普通席（1階）とグリーン席（2階）を備える中間付随車。M編成9号車として使用。東京方に車販準備室と乗務員室、新潟方に車椅子対応便所、洗面所、多目的室が設置されている。車椅子対応設備を搭載。定員75名。
E153形 (T1c)
普通席を備える制御付随車。M編成1号車として使用され、東京向き運転台が設置されている。新潟方に便所と洗面所を備え、空気圧縮機などを搭載する。定員86名。0番台は存在しない。2011年4月29日より、東北地方太平洋沖地震（東日本大震災）の復興支援スローガンである「つなげよう日本」のステッカーが貼られた。
E154形 (T2c)
普通席を備える制御付随車。M編成12号車として使用され、新潟向き運転台が設置されている。東京方に便所と洗面所、公衆電話を備え、空気圧縮機などを搭載する。定員80名。2011年4月29日より、東北地方太平洋沖地震（東日本大震災）の復興支援スローガンである「がんばろう日本！ がんばろう東北！」のステッカーが貼られた。
E155形
普通席を備える中間電動車。主変換装置、補助電源装置などを搭載する。東京方に公衆電話を備える。新製当初に設置されていた自動販売機は、2008年3月31日限りで使用停止となった。
0番台 (M1)
M編成6号車として使用。定員110名。
100番台 (M1)
M編成2号車として使用。定員121名。
E156形
普通席を備える中間電動車。主変圧器、主変換装置などを搭載する。
0番台 (M2)
M編成7号車として使用。定員110名。
100番台 (M2)
M編成3号車として使用。定員121名。
E158形
普通席を備える中間付随車。0番台は存在しない。
100番台 (T1)
M編成4号車として使用。東京方に便所と洗面所、新潟方に公衆電話がある。定員135名。
200番台 (Tpk)
M編成8号車として使用。東京方に車椅子対応便所と洗面所、新潟方に売店、NTTカード式公衆電話がある。車椅子対応設備、空気圧縮機を搭載する。定員91名。
E159形 (T2)
普通車を備える中間付随車。M編成5号車として使用。新潟方に便所と洗面所を備える。定員124名。
- E145形
- E154形
- E158形200番台

## リニューアル
デビューから10年近くが経過し、内装の陳腐化が目立ち始めたことなどから、2003年（平成15年）度から2006年（平成18年）度にかけて内外装のリニューアルが施工され、最初に施工されたM4編成は同年11月28日の「Maxとき」326号より営業運転を開始した。
車体塗装はE2系、E4系と同様白（飛雲ホワイト）■と青（紫苑ブルー）■の2色を中心に境目に「朱鷺色」■と称されるピンクの帯を配したものに変更された。あわせてロゴにも朱鷺のイラストが加えられた。
座席は、グリーン車はE2系1000番台のもの、普通車はE4系のものに交換されている。自由席車（1 - 4号車）2階部分の3人掛け座席のうち中央の座席の背もたれ部分にくり抜かれていた肘掛けの代用品も廃止となった。ほかにも、床材などが交換されたが走行機器関係には手を加えられてはいない。
車体塗色変更は新幹線総合車両センターで行われたが、アコモ改造は新潟新幹線車両センターで実施された。
東北新幹線および上越新幹線のデジタルATC (DS-ATC) 採用に伴って、全編成に対してDS-ATCへの改造も実施された。
この朱鷺色の塗装は2014年4月から2016年にかけて、順次施工されるE4系の塗装変更にも採用された。
| 編成名 | 新製年月日     | 製造会社  | 車体塗色変更   | リニューアル   | DS-ATC搭載改造 | 廃車年月日     | 備考 |
| ------ | -------------- | --------- | -------------- | -------------- | -------------- | -------------- | --- |
| M1     | 1994年03月03日 | 川崎      | 2004年09月17日 | 2004年07月10日 | 2005年09月15日 | 2012年04月02日 | |
| M2     | 1994年03月23日 | 日立      | 2004年11月27日 | 2005年06月04日 | 2005年08月05日 | 2012年04月14日 | |
| M3     | 1995年02月06日 | 日立 川崎 | 2003年12月26日 | 2004年03月31日 | 2005年11月02日 | 2012年08月29日 | [ 注 3 ] |
| M4     | 1995年10月17日 | 日立      | 2003年11月25日 | 2003年10月02日 | 2006年02月02日 | 2012年12月07日 | リニューアル施工 第1編成 新潟行き 定期運用 ラストラン 運転編成 2012年 新潟新幹線車両センター公開時 展示編成 ありがとう Maxあさひ号 使用編成 |
| M5     | 1995年11月03日 | 川崎      | 2006年03月11日 | 2006年06月06日 | 2006年03月11日 | 2012年10月04日 | |
| M6     | 1995年11月22日 | 川崎 日立 | 2005年11月27日 | 2005年12月23日 | 2005年11月27日 | 2012年11月07日 | [ 注 4 ] |

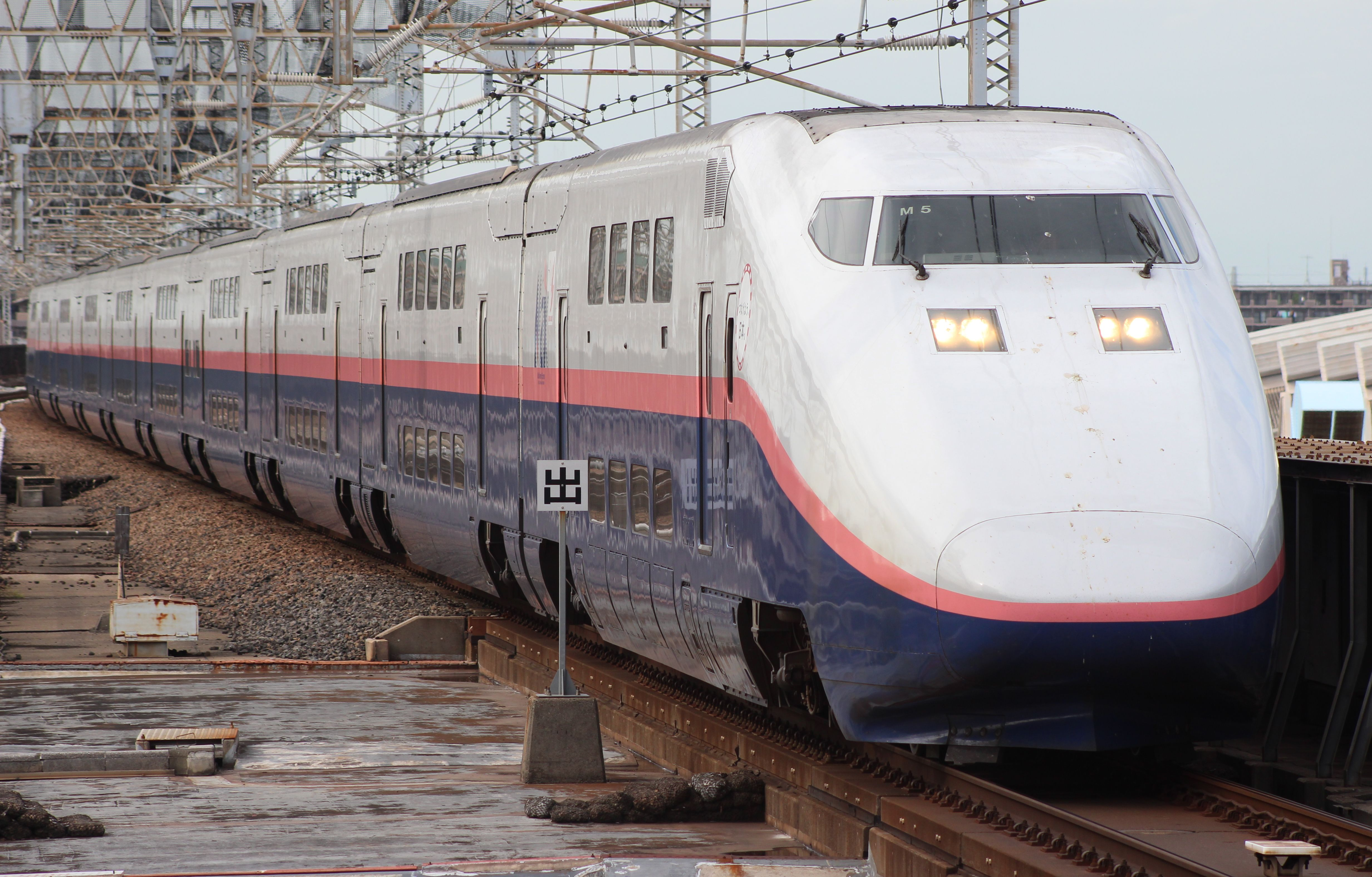
新車体塗装
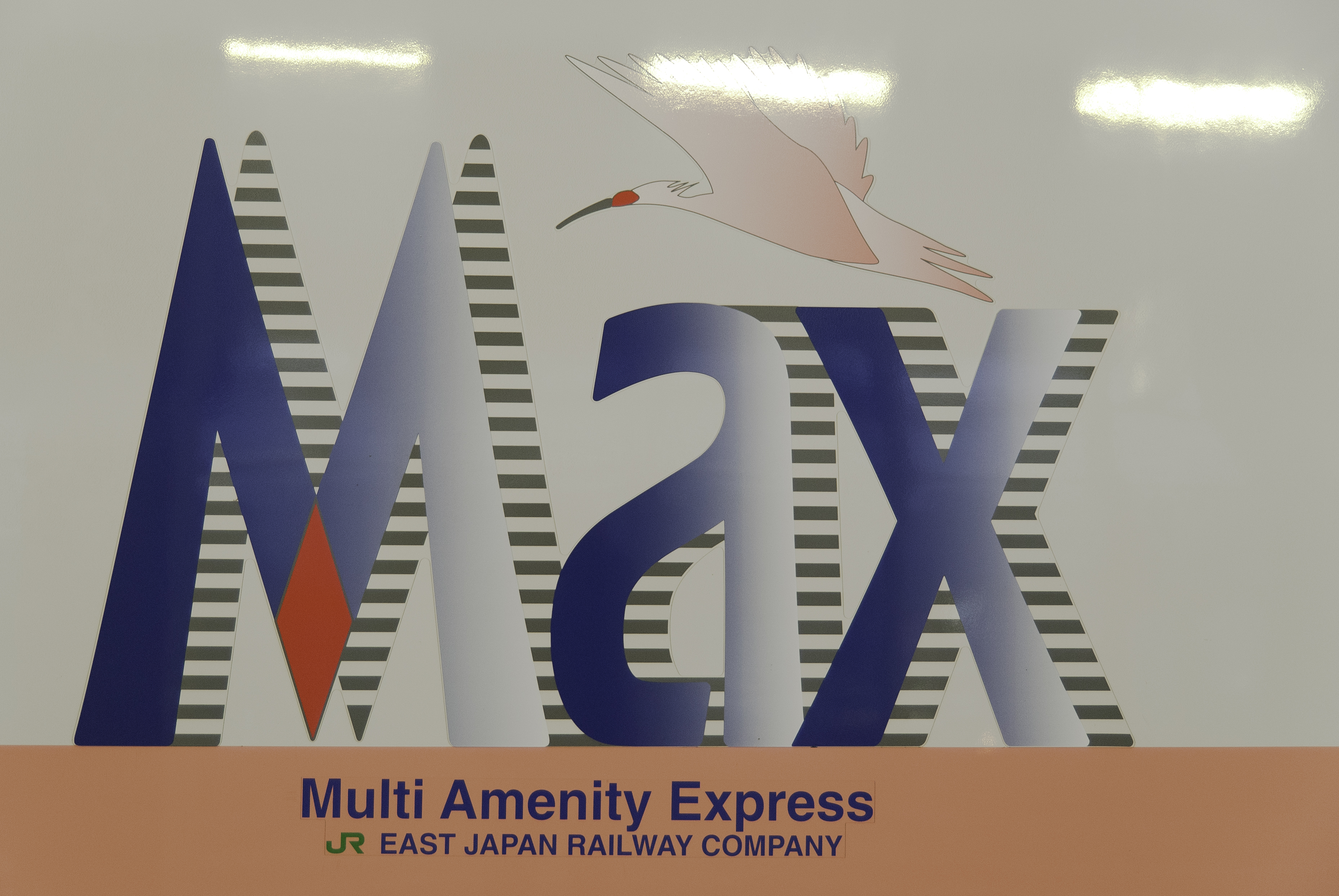
リニューアル後のロゴマーク
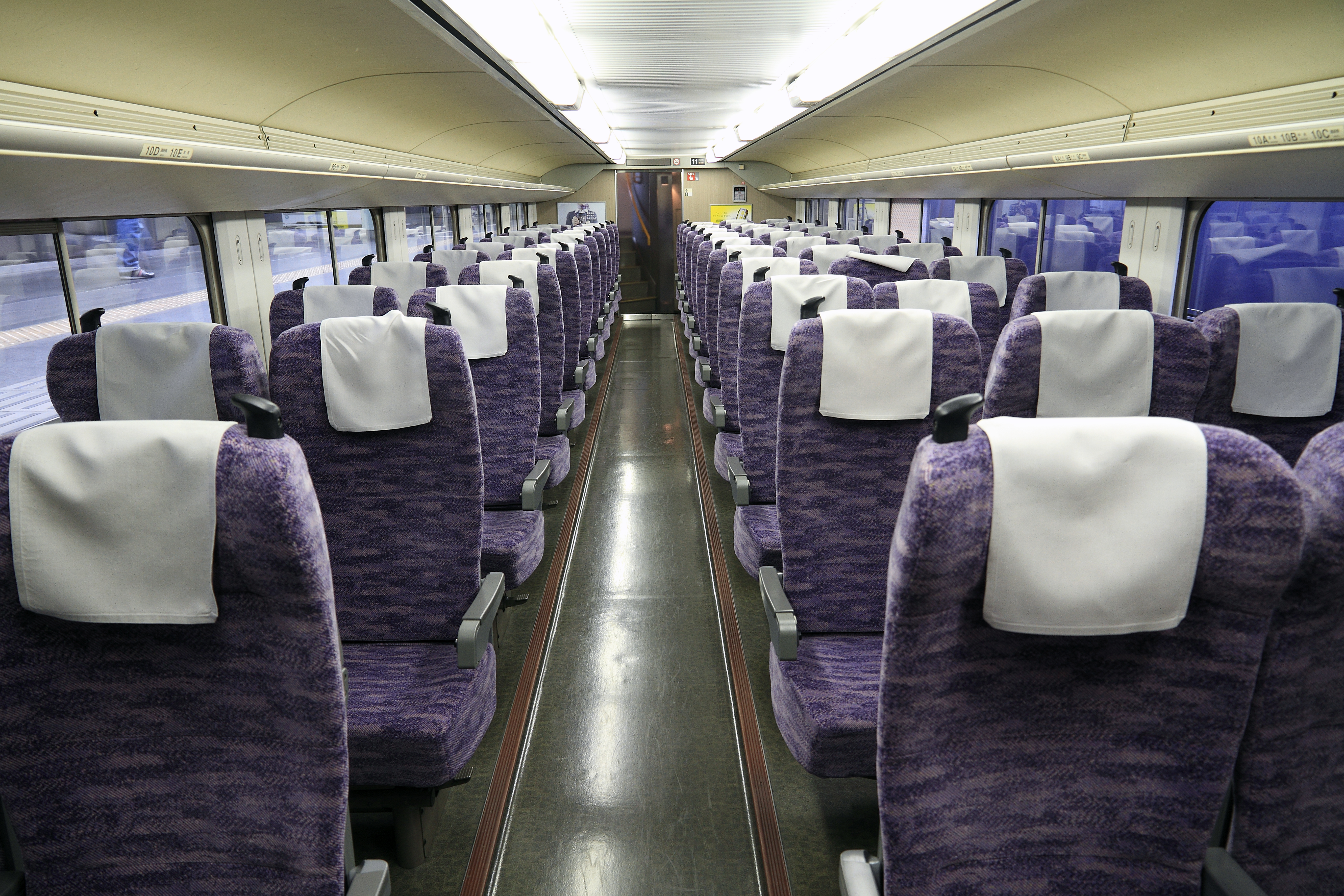
普通車指定席 （11号車1階）
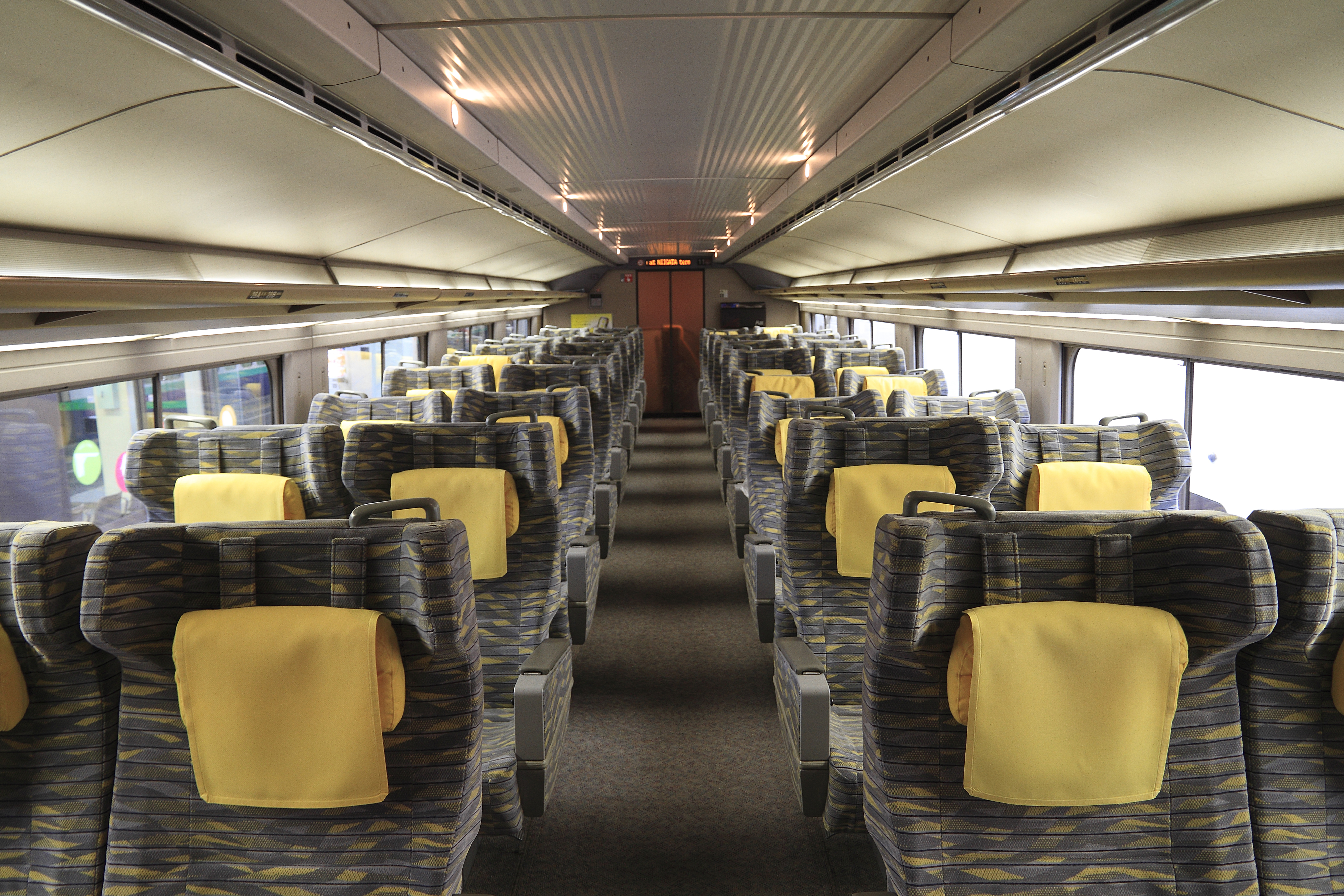
グリーン席 （11号車2階）

## ラッピング
- 2002年（平成14年）：ガーラ湯沢スキー場の営業シーズンに合わせ、一部の編成に「JR Snow Alpen Super Express」のラッピングが施された。
- 2005年（平成17年）4月：新潟県中越地震復興推進企画として、一部の編成に「がんばってます！にいがた」のステッカーが掲出された。
- 2011年（平成23年）4月29日以降：東日本大震災復興推進キャンペーンとして、全編成の東京方・新潟方にステッカーを貼付。
- 2011年（平成23年）7月1日 - 9月30日：「群馬デスティネーションキャンペーン」開催に伴い、M4・M6編成の1・6・12号車の東京方に「心にググッとぐんま」の車体広告が掲出された。
- 2012年（平成24年）8月28日 - 9月28日：放鳥トキのひな誕生を受け、M4 - M6編成の車体のロゴに記念のラッピングを追加のうえ運転された[30]。

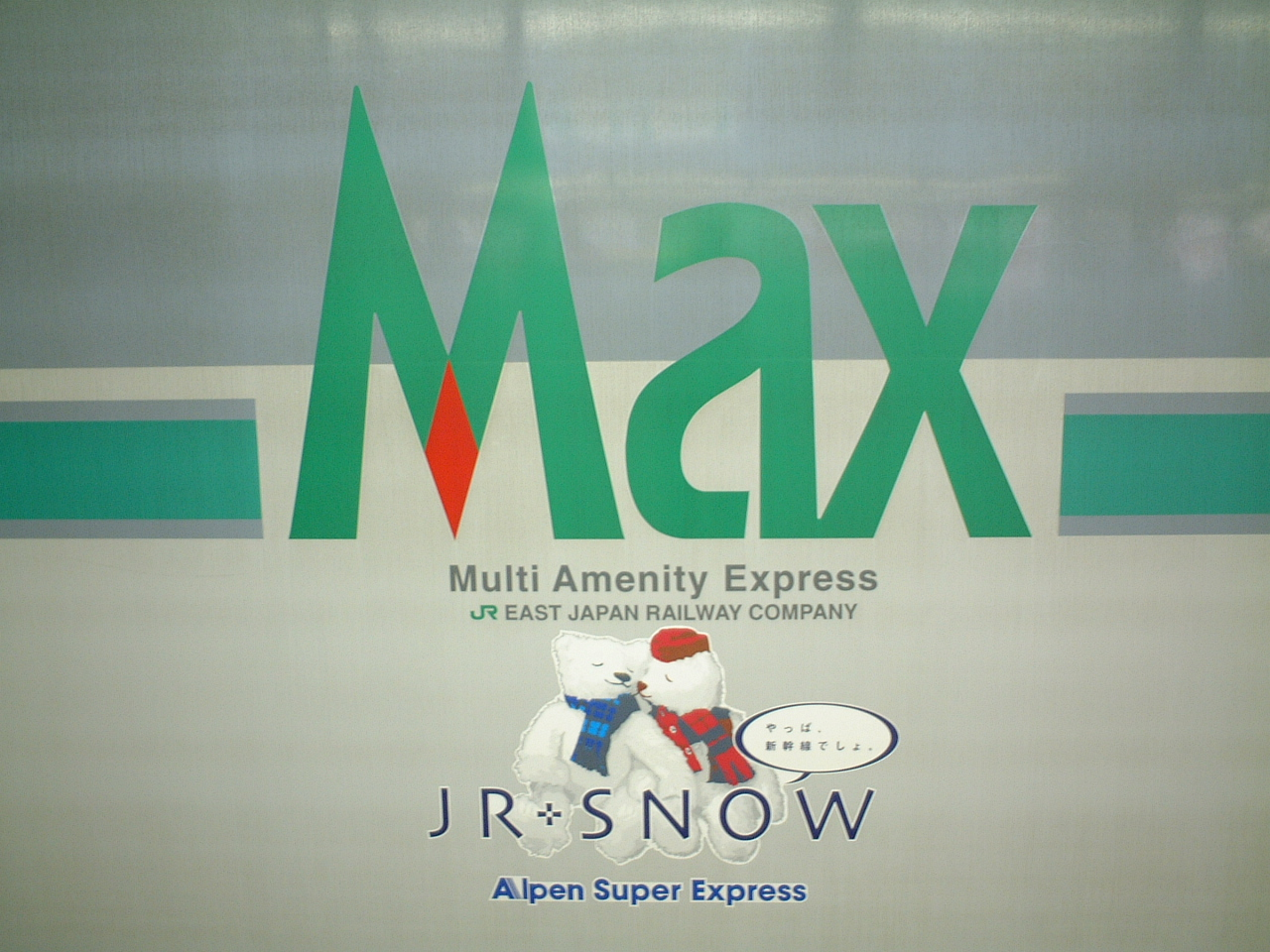
JR Snow Alpen Super Expressのラッピング
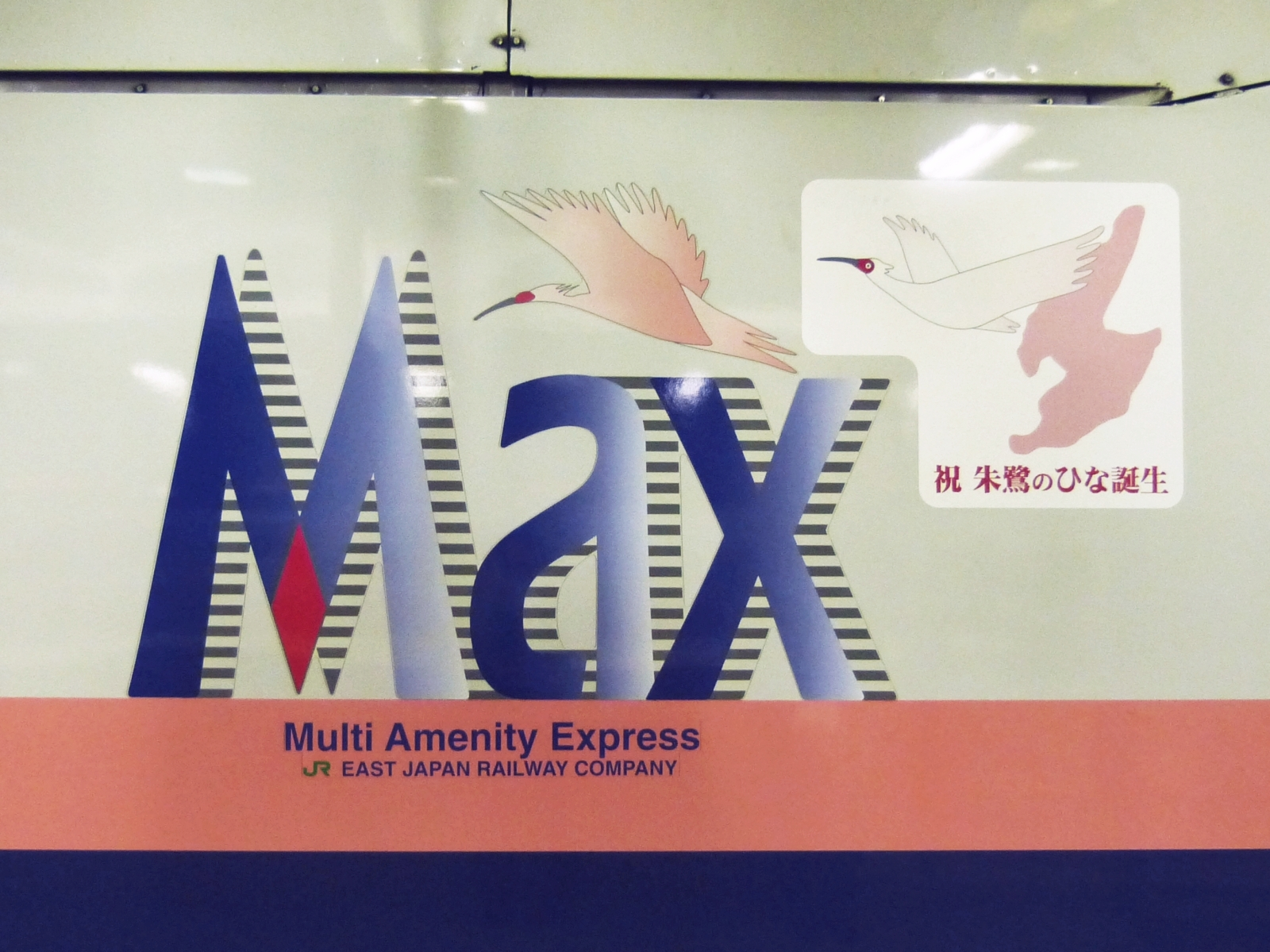
「祝 朱鷺のひな誕生」ラッピング追加後

## 運用の変遷

### 営業開始
1994年5月9日に新潟駅で報道公開、6月11日に同じく新潟駅で一般公開の後、7月15日に営業運転を開始した。当初は仙台総合車両所（現・新幹線総合車両センター）に配置され、東北新幹線では東京 - 盛岡間の「Maxやまびこ」2往復および那須塩原 - 東京間の「Maxあおば」上り1本、上越新幹線では東京 - 新潟間の「Maxあさひ」2往復および高崎 - 東京間の「Maxとき」上り1本に運用された。なお、東北新幹線運用は毎週水・木曜日は車両検査のため全列車が運休し、200系が代走した（M3編成が増備された翌1995年3月に解消）。

### 東北新幹線からの撤退
その後、東北新幹線では途中駅において分割・併合を行う列車が増えたことから、全車2階建て車両であるが他系列などとの相互連結を考慮して8両編成としたE4系を1997年に導入し、1998年12月8日のダイヤ改正からは東京 - 仙台間の「Maxやまびこ」1往復のみとなり、同時に仙台 - 盛岡間で定期運用から撤退。そして1999年12月4日のダイヤ改正をもって東北新幹線大宮以北での本系列の運用は消滅し、全編成が新潟新幹線第一運転所（現・新潟新幹線車両センター）に転属した。

### 運用終了
2011年12月16日付のJR東日本プレスリリースにおいて、2012年3月17日のダイヤ改正で東北新幹線向けにE5系が増備され、それによって運用の余裕が出たE4系で運用を置き換えることが発表された。これに伴い、越後湯沢 - 新潟間（ガーラ湯沢駅を除く）ではホームの延長工事が実施され、上越新幹線全区間にてE4系2本連結（16両編成）での運転が開始された。
2012年4月、M1・M2の2編成が廃車となった。残るM3 - M6の4編成は、引き続き上越新幹線の「Maxとき」（4往復のみ）および「Maxたにがわ」（2往復のみ）で運用されていた。
2012年7月6日、JR東日本は同日付のプレスリリースで、2012年9月29日のダイヤ改正をもって上越新幹線内のE1系運行列車を、2012年3月16日のダイヤ改正より運用が開始されたE4系2本併結（16両編成）に置き換え、E1系によるすべての定期運用を終了すると発表した。下り定期運行最終列車は「Maxとき343号」、上り定期運行最終列車は「Maxとき348号」であった。
E1系の営業運用からの撤退を記念し、2012年 10月27日 に 新潟 → 東京間で団体専用列車「ありがとう Max あさひ号」がM4編成にて、翌28日には東京 → 新潟間で団体専用列車「さよなら E1 Maxとき号」がそれぞれ運転された。
| 運転日         | 列車名                | 運転区間（始発・終着時刻） | 途中停車駅                               | 使用 編成 | 備考         |
| -------------- | --------------------- | -------------------------- | ---------------------------------------- | --------- | ------------ |
| 2012年10月27日 | ありがとうMaxあさひ号 | 新潟 7:02発 → 東京 9:20着  | 燕三条、長岡、浦佐、越後湯沢、大宮、上野 | M4        | 団体専用列車 |
| 2012年10月28日 | さよならE1Maxとき号   | 東京 9:32発 → 新潟 11:36着 | 上野、大宮                               | M4        | 団体専用列車 |

その後、2012年12月7日付でM4編成が廃車されたことにより、形式消滅となった。「E」を冠する一般営業用の車両では初の廃形式となった。

## 保存車両
E153-104 が鉄道博物館への展示を前提に新潟新幹線車両センターに留置され、2017年10月に至るまで線路上で保管されていた。
2017年12月20日、留置されていたE153-104がさいたま市大宮区の鉄道博物館に移送され、2018年7月5日に開館する新館に先立つ形で同年春に屋外に展示・公開されることが公式サイトで報じられ、同年3月14日に展示・公開された。車内は通常非公開である。

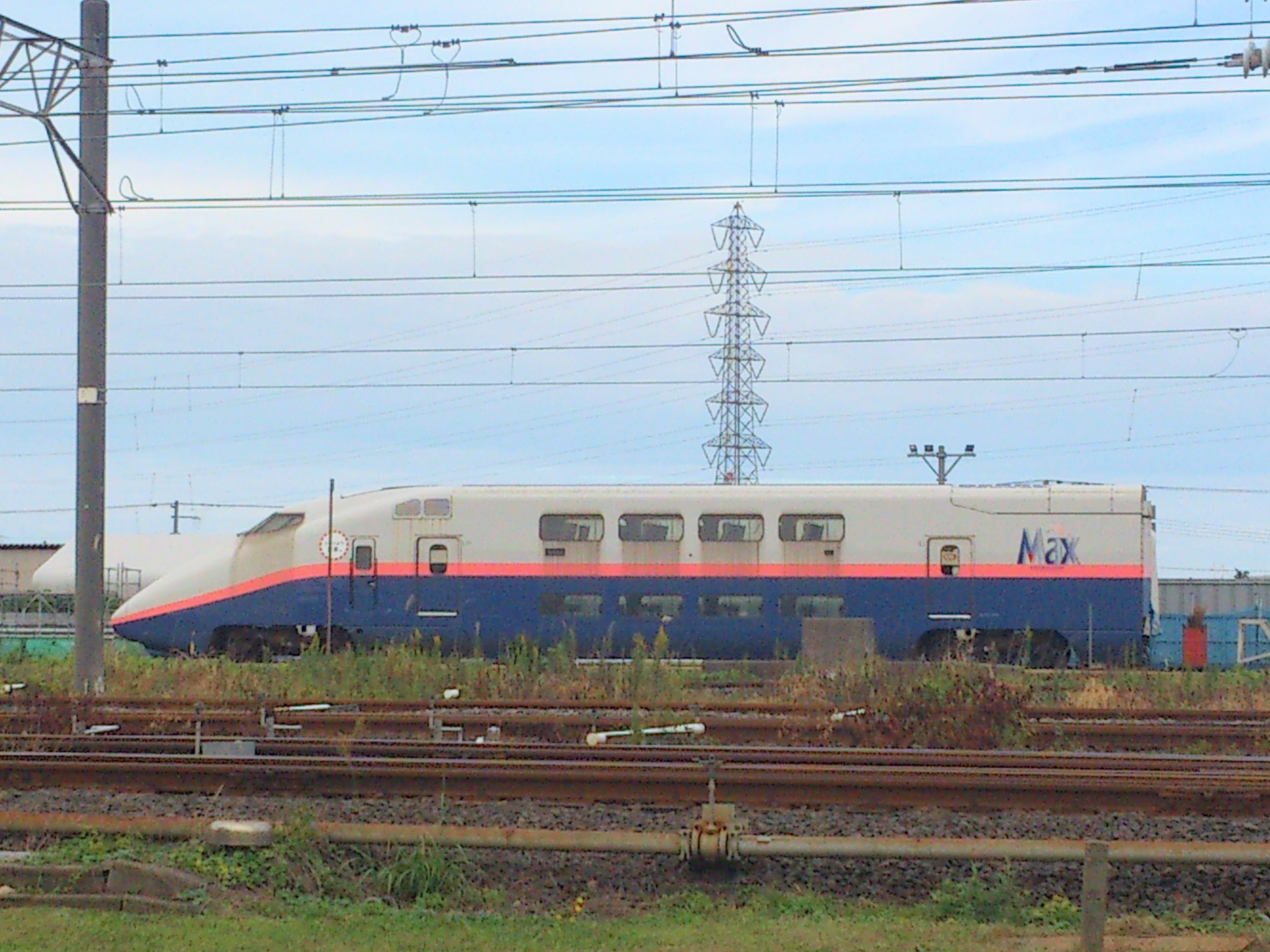
新潟新幹線車両センターに留置されていたE153-104。